# Paluc
El Paluc és una muntanya de 2.202 metres que es troba al municipi de les Valls de Valira, a la comarca de l'Alt Urgell.